# Шашерин, Виктор Владимирович
Виктор Владимирович Шашерин (род. 23 июля 1962, Алма-Ата) — советский конькобежец, бронзовый призёр чемпионата мира 1986 года, двукратный чемпион СССР (1986 и 1988 годов) в классическом многоборье. Участник Олимпийских игр 1984 года. Неоднократный рекордсмен мира. Заслуженный мастер спорта СССР.

## Биография
С 12 лет выступал в соревнованиях профсоюзов, представлял общество «Спартак», затем «Динамо». В 1980 году был зачислен в молодежную сборную СССР, в 1982 году сборную СССР. Выступал по 1992 год. Тренировался у Геннадия Чугальского. В 1994 году Виктор уволился из МВД и уехал с женой в США. Его сын занимается велоспортом в США.

## Спортивные результаты
| Год  | Чемпионат Европы | Олимпийские игры    | Чемпионат мира | Чемпионат мира среди юниоров |
| ---- | ---------------- | ------------------- | -------------- | ---------------------------- |
| 1981 |                  |                     |                | 5e                           |
| 1982 | -                |                     | 7e             |                              |
| 1983 | 12e              |                     | -              |                              |
| 1984 | -                | 6e 1000 м 8e 1500 м | -              |                              |
| 1985 | -                |                     | 16e            |                              |
| 1986 | 4e               |                     | 3              |                              |
| 1987 | -                |                     | 6e             |                              |
| 1988 | -                | -                   | NC17           |                              |

- NC не отобрался на заключительную дистанцию.

## Рекорды мира
| Номер. | Дистанция  | Результат | Дата           | Каток |
| ------ | ---------- | --------- | -------------- | ----- |
| 1      | Многоборье | 161,550   | 26 марта 1983  | Медео |
| 2      | 5000 м     | 6.49,15   | 23 марта 1984  | Медео |
| 3      | Многоборье | 160,807   | 24 марта 1984  | Медео |
| 4      | 3000 м     | 4.03,22   | 18 января 1986 | Медео |